# Kruissnelheid
De kruissnelheid is de snelheid waarmee een voertuig zich zo efficiënt mogelijk kan voortbewegen. Deze snelheid is altijd een afweging tussen snelheid en brandstofverbruik. Per traject kan de kruissnelheid verschillen (afhankelijk van de urgentie van het vervoer). In de commerciële luchtvaart drukt men deze urgentie uit in een costindex.
Kruissnelheid is ook een begrip voor wegvoertuigen dat gebruikt werd om de maximaal toelaatbare snelheid op een lange rit mee aan te duiden. Tot medio jaren 60 was het normaal dat een auto in de hoogste versnelling een toerental kon bereiken waar de motor op langere duur niet tegen bestand was. Het bereiken van de constructieve maximumsnelheid was bij zo'n auto dus slechts kortstondig mogelijk; het gevaar bestond dan om de motor "over zijn toeren te jagen". In brochures en autotests werd dan ook liever gesproken over de kruissnelheid als de snelheid in de hoogste versnelling waarbij de motor zijn maximale continu toelaatbare toerental draait. Toen de eerste auto's kwamen die zonder schade continu vol gas bereden konden worden werd hiermee geadverteerd met de slogan "topsnelheid=kruissnelheid".